# Sheron Menezzes

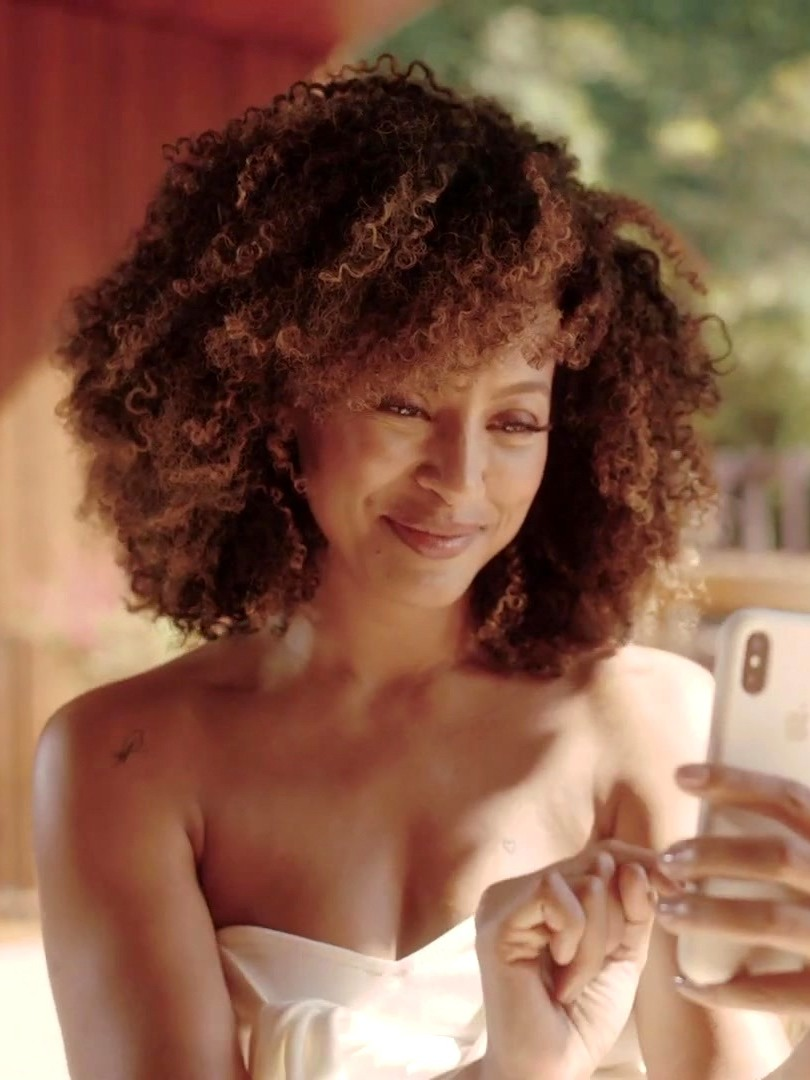
Sheron Menezzes (2020)

Sheron Mancilha Menezes (sinh ngày 26 tháng 11 năm 1983) là một nữ diễn viên người Brazil.

## Sự nghiệp
Menezzes đóng vai chính trong vở kịch truyền hình Globo Esperança vào tháng 4 năm 2002 với sự chấp thuận của đạo diễn Luiz Fernando Carvalho, người rất ấn tượng với bài kiểm tra của cô và đề nghị với tác giả, Benedito Ruy Barbosa, tuổi thay đổi của nhân vật, Julia, người lớn tuổi nhất, vì vậy nó có thể được chơi bởi người mới Sheron Menezes. Sheron sau đó đã giành được vai Julia ngọt ngào và trang nghiêm, con gái ngoài giá thú của cà phê Baron, người chồng quá cố của bàn tay sắt Frances, nhân vật của Lúcia Veríssimo, sống trong gia đình nông dân với tư cách là người giúp việc. Cuối cùng, Julia kết hôn với một người lạ, Hornet, do Ali Jackson thủ vai. Julia được khán giả đón nhận và cuối cùng đã mang về cho Sheron ba giải thưởng và lời mời từ đạo diễn Luiz Antonio Pilar để diễn tác phẩm này trong nhà hát.
Giữa năm 2007 và 2008, Sheron đóng trong phim tiểu thuyết Duas Caras, con cáo Solange Couto Ferreira dos Santos Maciel, con gái của lãnh đạo cộng đồng Juvenal Antena (do Antônio Fagundes thủ vai). Ban đầu, cha và con gái duy trì mối quan hệ phức tạp, do thực tế là Juvenal đã phát hiện ra sự tồn tại của con gái chỉ sau 20 năm. Tuy nhiên, sự khác biệt ban đầu nhường chỗ cho niềm vui và tình cảm giữa hai người.
Nữ diễn viên đóng vai Milena ngọt ngào và ngây thơ, trong telenovela Caras &amp; Bocas (2009-2010), trong khoảng 19h.
Vào tháng 10 năm 2010, cô được trao vương miện Nữ hoàng Sheron pin Portela. Vào tháng 11, cô công bố bổ sung một chữ cái "z" trong tên của mình, và sẽ ký tên là Sheron Menezzes. Vào năm 2011, cô đóng Sarita và tham gia vở opera Aquele Beijo, Miguel Falabella.